# Устица
Устица в ботаниката представляват пори, разположени в епидермиса на листата, стеблата и други органи, които улесняват газообмена. Порите са оградени от двойка паренхими, които са отговорни за регулирането на размера на отварянето на устицата.
Терминът обикновено се отнася за целия устицов комплекс, съставен от двойката паренхими и самата пора, която представлява отвора на устицата. Въздухът навлиза в растението през тези отвори чрез газова дифузия и предоставя въглероден диоксид и кислород, които се използват съответно при фотосинтезата и респирацията. Кислородът, произведен като вторичен продукт от фотосинтезата, се изхвърля навън в атмосферата през същите отвори. Също така, водна пара се изпуска през устицата в атмосферата чрез процес, наричан транспирация.
Устицата присъстват в спорофитното поколение на всички групи наземни растения с изключение на чернодробните мъхове. При васкуларните растения броят, размерът и разпределението на устицата варират в широки граници. Двусемеделните обикновено имат повече устица от долната страна на листата, отколкото от горната страна. Едносемеделните (като лук, овес или царевица) могат да имат един и същ брой устица от двете страни на листата.:с. 5 При растенията с плаващи листа устицата могат да присъстват единствено в горния епидермис и потопените листа могат въобще да нямат устица. Повечето дървесни видове имат устица само от долната страна на листата. Размерът на устицата варира сред видовете, като дължината от единия до другия край може да е от 10 до 80 µm, а ширината да варира от няколко до 50 µm.

## Изследване
Съществуват малко доказателства относно еволюцията на устицата, но се знае, че те възникват у наземните растения към средата на силур. Марчело Малпиги пръв открива наличието на устица у растенията и публикува откритието си през 1675 г. в труда си Anatome plantarum, макар по това време той да не разбира напълно функцията им.
Някои аспекти от функционирането на устицата продължават да се изучават интензивно и до днес, като за основен материал за изследване служат баклата, царевицата и Commelina communis.

## Функция

### Приемане на CO2и загуба на вода
Въглеродният диоксид, ключов реагент при фотосинтезата, е наличен в атмосферата в концентрация от около 400 ppm. Повечето растения трябва да отварят устицата си през деня. Въздушните пространства в листата са наситени с водна пара, която излиза от листата през устицата. Този процес е известен като транспирация. Следователно, растенията не могат да приемат въглероден диоксид, без едновременно да губят водна пара.

### Отваряне и затваряне
Повечето растения трябва да отварят и затварят устицата си през деня в отговор на променящите се условия, като например интензитет на светлината, влажност и концентрация на въглероден диоксид. Не е напълно ясно как работят тези реакции. Все пак, основният механизъм включва регулация на осмотичното налягане.
Когато условията са благоприятни за отваряне на устицата, протонна помпа започва да изтласква протони (H+) от паренхимите. Това означава, че електричният потенциал на клетките става отрицателен. Отрицателният потенциал отваря калиеви входно-електрически канали и започва поемането на калиеви йони (K+). За да се поддържа това вътрешно отрицателно напрежение и навлизането на калиеви йони да не спира, отрицателни йони балансират притока на калий. В някои случаи навлизат хлоридни йони, докато при други растения се произвежда йонен малат в паренхимите. Повишаването на концентрацията на разтворимите вещества намалява водния потенциал в клетката, което води до дифузия на вода в клетката чрез осмоза. Това увеличава обема и осмотичното налягане на клетката. Тогава, пръстени от целулозен микрофибрил ограничават ширината на паренхимите от подуване и е възможно само удължаването им чрез допълнително осмотично налягане. Двата паренхима се отдалечават и разтеглят една от друга и създават отвора на пората, през който могат да преминават газове.
Когато корените започват да изпитват недостиг на вода в почвата, се изпуска абсцизова киселина. Тя се свързва с рецепторните протеини в плазмената мембарана и цитозола на паренхимите, което повишава pH на цитозола на клетките и води до концентрация на свободен Ca2+ от вакуолите. Това кара хлоридните (Cl−) и органичните йони да напуснат клетките. Освен това това спира приема на K+ в клетките и впоследствие води до загуба на K+. Загубата на тези разтворими вещества предизвиква повишаване на водния потенциал, което от своя страна води до дифузия на вода в посока навън от клетката чрез осмоза. Това плазмолизира клетката, което води до затваряне на порите на устицата.

## Като пътища за патогени
Устицата са очевидни дупки в листото, през които, както се е смятало по-рано, патогени могат да навлизат безпрепятствено. Въпреки това, скорошно изследване показва, че устицата усещат присъствието на някои, ако не всички, патогени. Все пак, при вирулентни бактерии приложени към листата на Arabidopsis thaliana по време на експеримент, бактериите изпускат химикала коронатин, който кара устицата да се отворят отново след няколко часа.